# Chalcophora virginiensis
Chalcophora virginiensis är en skalbaggsart som först beskrevs av Dru Drury 1770.  Chalcophora virginiensis ingår i släktet Chalcophora och familjen praktbaggar. Inga underarter finns listade i Catalogue of Life.